# Glaç negre

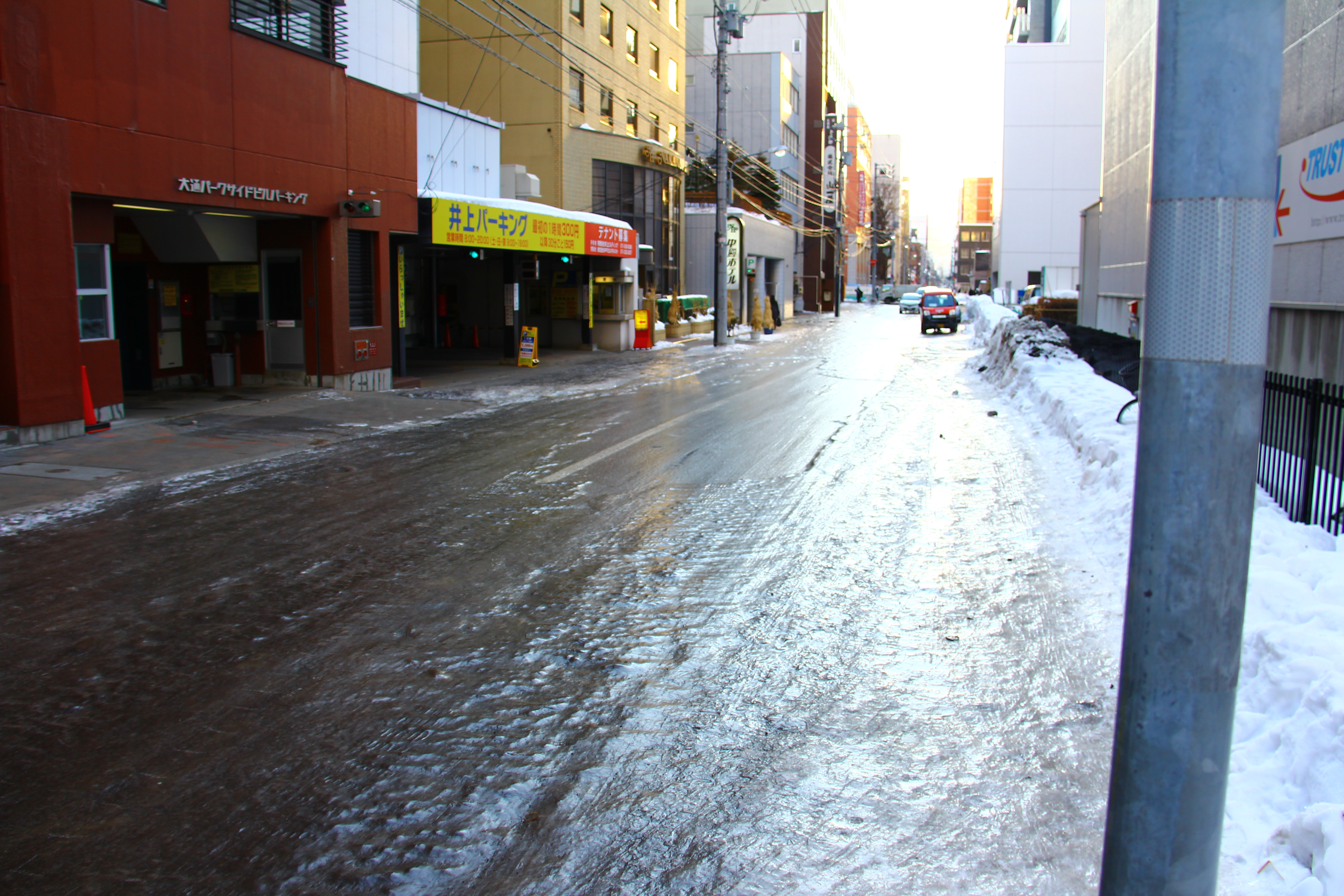
Un carrer cobert de glaç negre com a conseqüència de la congelació de l'aigua sobre la calçada.

El glaç negre o gel negre és una capa prima de glaç gairebé transparent que es forma sobre la calçada dels carrers o carreteres i comporta una gran perillositat per a la circulació de vehicles i vianants.
En el vocabulari del muntanyisme, fa referència a un glaç molt dur que es forma sobre les roques, relliscós i perillós fins i tot amb grampons. En meteorologia i en agricultura s'acostuma a parlar de glaçada negra o gelada negra per a descriure el fenomen de les baixes temperatures amb poca o nul·la humitat sobre les plantes, que les destrueix i les ennegreix.
El gel negre es forma sobre l'asfalt quan la temperatura baixa per sota de zero graus i no és fàcilment visible per a l'ull humà degut a la seva transparència, la seva presència pot fer relliscar els vehicles i les persones i provocar accidents. La seva aparició pot ser deguda tant a la presència d'aigua a la calçada com a la condensació de la humitat de l'aire.

## Formació

### Carreteres i voreres

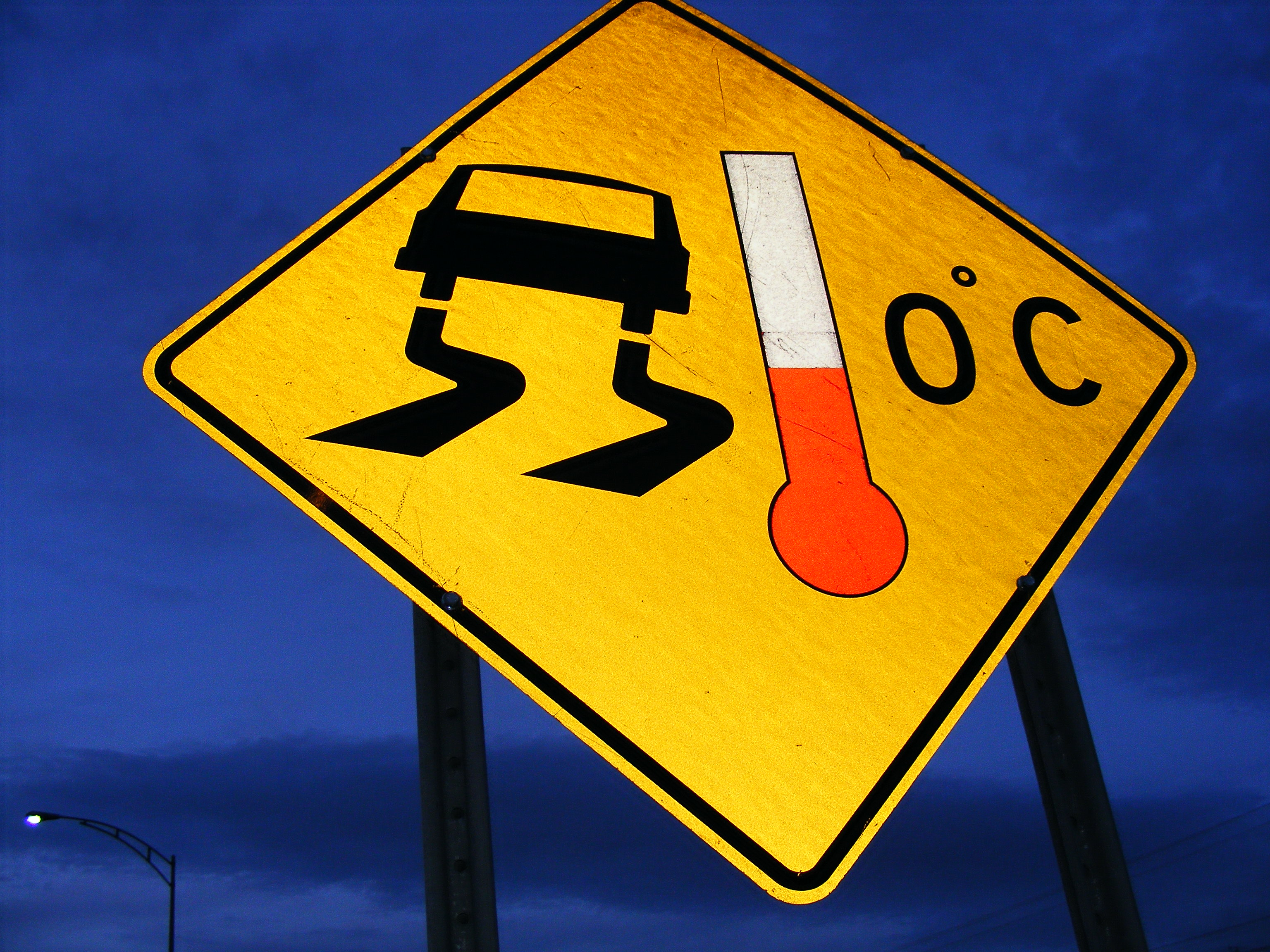
Senyal d'advertència de paviment glaçat al Quebec, Canadà

El Glossari de Meteorologia de la Societat Americana de Meteorologia inclou la definició de gel negre com "una capa prima de gel, d'aspecte relativament fosc, [que] es pot formar quan una pluja lleugera o una pluja cau sobre una superfície de la carretera que es troba a una temperatura inferior 0 °C (32 °F) ." Com que només representa una fina acumulació, el gel negre és molt transparent i, per tant, és difícil de veure en comparació amb la neu, el fang congelat o les capes de gel més gruixudes. A més, sovint s'entrellaça amb paviment humit, que és gairebé idèntic en aparença.
Aquesta condició fa que conduir, anar en bicicleta o caminar per les superfícies afectades sigui extremadament perillós. El desglaç amb sal (clorur de sodi) és efectiu fins a temperatures d'uns −18 °C (0 °F) . Altres compostos com el clorur de magnesi o el clorur de calci s'han utilitzat per a temperatures extremadament fredes, ja que la depressió del punt de congelació de les seves solucions és menor.
A temperatures més baixes (per sota −18 °C (0 °F) ), es pot formar gel negre a les carreteres quan la humitat que surt del tub d'escapament de vehicles com ara motocicletes i cotxes es condensa a la superfície de la carretera.
Aquestes condicions van causar múltiples accidents a Minnesota quan les temperatures van baixar per sota d'aquest punt durant un període prolongat de temps a mitjan desembre de 2008. La ineficàcia de la sal per fondre el gel a aquestes temperatures agreuja el problema. Es pot formar gel negre fins i tot quan la temperatura ambient és diversos graus per sobre del punt de congelació de l'aigua 0 °C (32 °F), si l'aire s'escalfa sobtadament després d'una època de fred prolongada que ha deixat la superfície de la calçada molt per sota del punt de congelació de l'aigua.
L'1 de desembre de 2013, el trànsit intens del cap de setmana posterior a l'Acció de Gràcies es va trobar amb gel negre a l'autopista I-290 en direcció oest a Worcester, Massachusetts. Es va produir una sèrie d'accidents en cadena, que van implicar tres tractors i més de 60 vehicles més. El gel es va formar sobtadament en una llarga pendent descendent, els conductors que arribaven per sobre de la cresta d'un turó no van poder veure els vehicles accidentats al davant fins que va ser massa tard per aturar-se.
L'11 de febrer de 2021, la gelada a Dallas i Fort Worth, Texas, va contribuir a un accident a la I-35W que les autoritats van qualificar d'"esdeveniment de víctimes massives". Més de 100 cotxes van estar implicats en l'amuntegament i es van registrar múltiples víctimes mortals.

### Ponts

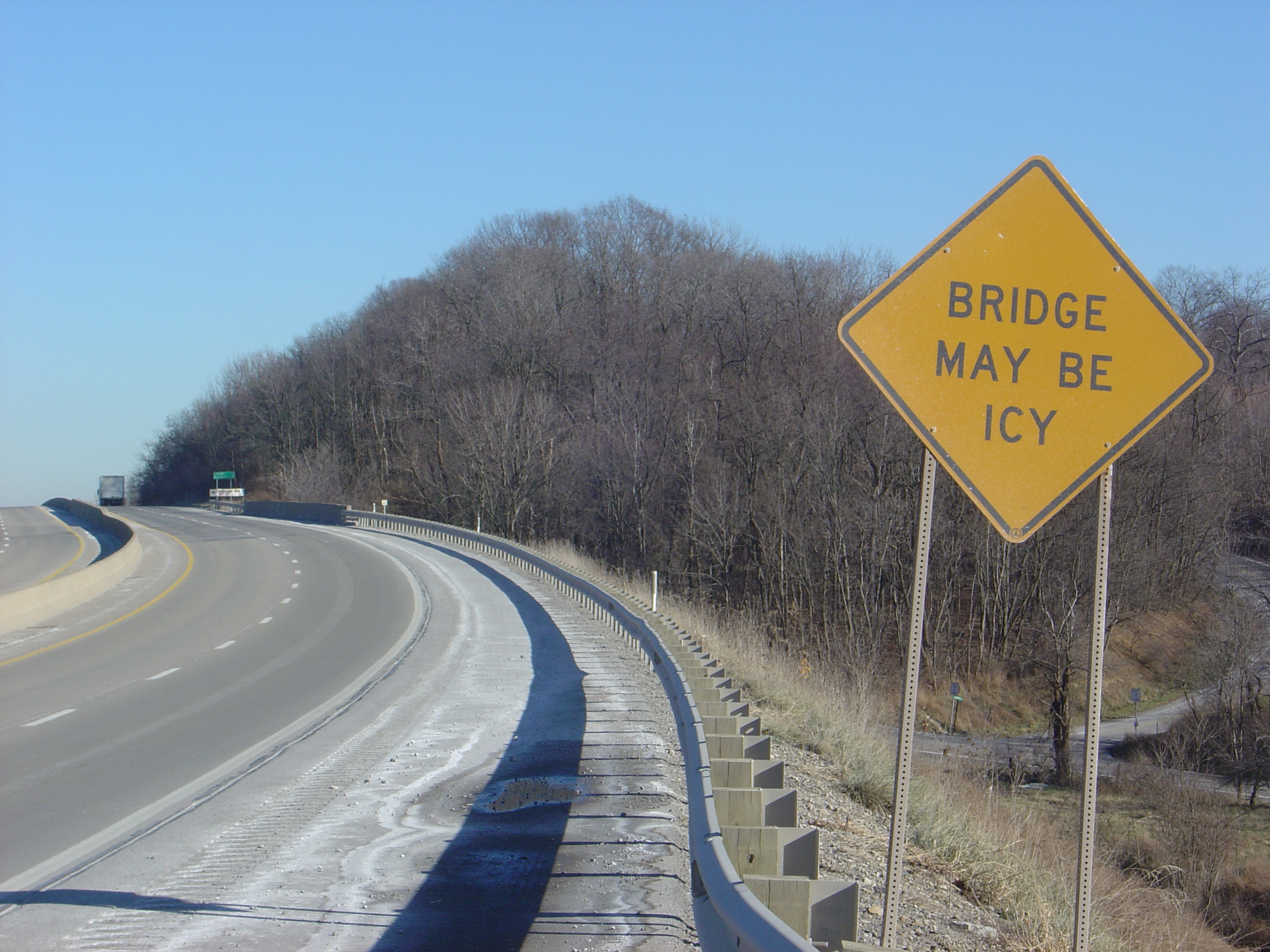
Senyal d'advertència de gel negre al pont d'una carretera dels EUA

Els ponts i passos elevats poden ser especialment perillosos. El gel negre es forma primer als ponts i passos elevats perquè l'aire pot circular tant per sobre com per sota de la superfície de la calçada elevada quan la temperatura ambient baixa, fent que la temperatura del paviment del pont baixi ràpidament.
Un cas dels Estats Units va servir per trobar una manera de combatre el gel negre. El pont I-35W del riu Mississippi a Minneapolis, Minnesota, era conegut pel seu gel negre abans que es col·lapsés el 2007 al riu Mississipí. Havia provocat diversos problemes durant els seus 40 anys de vida. El 19 de desembre de 1985 la temperatura va arribar −34 °C (−29 °F) . Els cotxes que travessen el pont van experimentar gel negre i hi havia una pila massiva de vehicles estavellats al pont del costat nord. Al febrer i desembre de 1996, el pont va ser identificat com el punt de clima fred més traïdor del sistema local d'autopistes, a causa de la fina capa de gel negre gairebé sense fricció que es formava regularment quan les temperatures baixaven per sota de la congelació. La proximitat del pont a les cascades de Saint Anthony va contribuir significativament al problema de la gelada i el lloc es va notar per desviació i col·lisions freqüents.
Per combatre aquesta circumstància, el gener de 1999, Mn/DOT va començar a provar solucions de clorur de magnesi i una barreja de clorur de magnesi i un subproducte del processament de blat de moro per veure si qualsevol reduiria el gel negre que apareixia al pont durant els mesos d'hivern. L'octubre de 1999, l'estat va incrustar broquets activats per temperatura a la coberta del pont per ruixar el pont amb una solució d'acetat de potassi per mantenir la zona lliure de gel negre d'hivern. El sistema va entrar en funcionament l'any 2000.

### Aigua

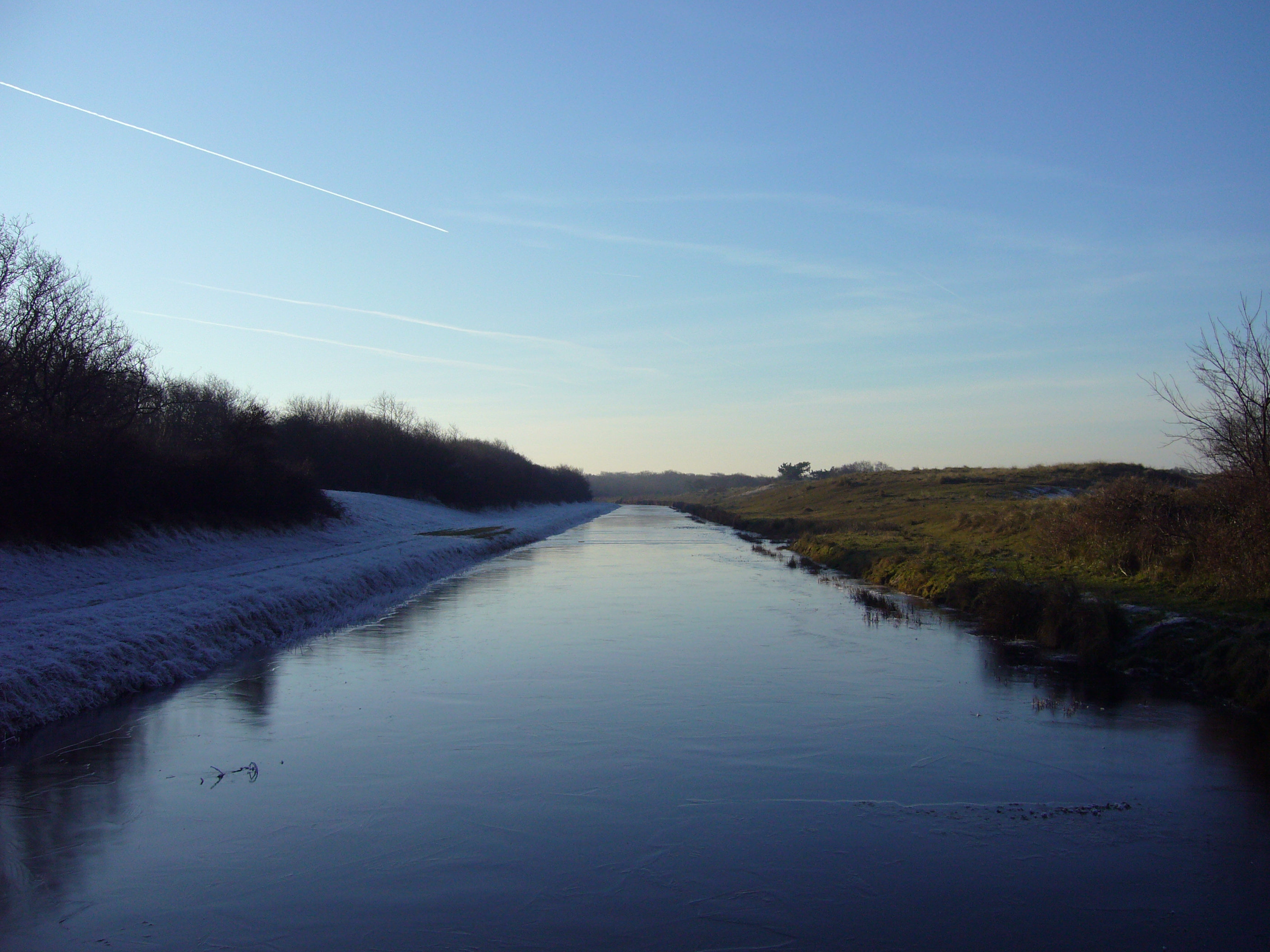
Gel negre en un canal als Països Baixos

Quan la temperatura està per sota de la congelació i el vent és tranquil, com per exemple sota una pressió atmosfèrica alta a la nit a la tardor, es formarà una fina capa de gel sobre l'aigua oberta d'un llac. Si la profunditat del cos d'aigua és prou gran, el seu color és negre i es pot veure a través del gel, d'aquí el nom de gel negre. Als llacs, el gel negre també es recobreix habitualment per gel blanc format a partir de la neu congelada o el fang cap a la primavera. El gel negre transmet més llum que el gel blanc, el que pot ser important per als autotròfs dels llacs, com el fitoplàncton. El gel negre té una capacitat de càrrega més gran que el gel blanc que és important tenir en compte per raons de seguretat del gel quan es fan activitats recreatives als llacs, com ara patinar sobre gel i pescar sobre gel.
El gel també es pot formar per l'esprai d'aigua de mar i la congelació del vapor d'aigua en contacte amb la superestructura d'un vaixell quan la temperatura és prou baixa. El gel que s'ha format d'aquesta manera es coneix amb el nom de gebre. A mesura que avança la formació, el pes superior del vaixell augmenta i, en última instància, pot provocar que bolqui. A més, el gel de la roca pot impedir el correcte funcionament d'instruments de navegació importants a bord, com ara el radar o la ràdio. S'utilitzen diferents estratègies per a l'eliminació d'aquest gel: tallar el gel o fins i tot utilitzar mànegues contra incendis per intentar eliminar el gel.

### Muntanyes
El gel negre és un perill important per als escaladors i els grimpadors. El clima fred és comú a gran altitud i el gel negre es forma ràpidament a les superfícies de les roques. La pèrdua de tracció és tan sobtada i inesperada com en una vorera o una carretera, però pot ser perillosa si la roca es troba en una posició exposada amb una caiguda per sota. El piolet i els grampons són essencials en aquestes circumstàncies, ja que ajudaran a prevenir una caiguda, i una corda d'assegurament ajudarà a detenir una caiguda.

## Perills
Com qualsevol gel, el gel negre és molt perillós i pot provocar la caiguda d'un vianant que camini sobre el gel negre.
De la mateixa manera, un automobilista pot perdre el control del vehicle si fa una maniobra brusca. En tots dos casos, és la naturalesa invisible del gel negre el que més sovint causa accidents, ja que agafa per sorpresa el vianant o el motorista. No poden ajustar el comportament perquè no ho veuen. En aquests casos es recomana no frenar, reduir la velocitat i si cal girar utilitzar la direcció a poc a poc.
Per prevenir aquest tipus d'incidents, a diversos països nòrdics s'han instal·lat estacions meteorològiques que controlen la temperatura de la calçada i les condicions d'humitat. Els serveis públics escamparan un abrasiu a la carretera quan el servei meteorològic prevegi una ràpida congelació de les temperatures després d'un període càlid o als accessos als ponts. Els senyals també advertiran els automobilistes de les zones on es formi gel negre amb freqüència.
En el cas de l'àmbit marí, l'acumulació de gel pot suposar un augment significatiu del pes d'un vaixell i provocar-ne l'enfonsament. Aquesta acumulació a la coberta també pot desplaçar el centre de gravetat cap amunt i provocar la bolcada.

## Explotació
Hi ha una empresa que es dedica a vendre gel negre de Groenlàndia per a fer còctels en altres indrets del món.